# منهج أساسي (كلية كولومبيا)
طور المنهج الأساسي في الأصل باعتباره المنهج الرئيسي الذي استخدمته كلية كولومبيا في جامعة كولومبيا في عام 1919. وقد أنشئ في أعقاب الحرب العالمية الأولى، وأصبح إطارًا للعديد من النماذج التعليمية المماثلة في جميع أنحاء الولايات المتحدة، ولعب دورًا مؤثرًا في دمج مفهوم الحضارة الغربية في مناهج الكلية الأمريكية. اليوم، يتم أيضًا إكمال نسخ مخصصة من المناهج الأساسية من قبل الطلاب في كلية الهندسة والعلوم التطبيقية وكلية الدراسات العامة، الكليات الأخرى الجامعية في جامعة كولومبيا.
في وقت لاحق من تاريخها، وخاصة في التسعينيات، أصبحت شكلاً من أشكال التعلم المتنازع عليها بشدة، واعتبرها البعض أساسًا مناسبًا لتعليم الفنون الحرة، ومن قبل آخرين كأداة لتعزيز مجتمع مركزي أو أنجلوني من خلال التركيز فقط على أعمال "الموتى البيض". مدفوعًا إلى حد كبير باحتجاجات الطلاب، تمت مراجعة المنهج الأساسي في العقود الأخيرة لإضافة التركيز على الثقافات غير الغربية، وكذلك أعمال ما بعد الاستعمارية إلى تسلسلات الأدب والفلسفة. تم إجراء أحدث إضافة رئيسية إلى المنهج الأساسي في عقد 2000، مع إضافة "حدود العلم"، وهي دورة محو الأمية العلمية، إلى المناهج الدراسية.